# Románia az 1976. évi nyári olimpiai játékokon
Románia a kanadai Montréalban megrendezett 1976. évi nyári olimpiai játékok egyik részt vevő nemzete volt. Az országot az olimpián 11 sportágban 157 sportoló képviselte, akik összesen 26 érmet szereztek.

## Érmesek
| Érem  | Versenyző | Sportág    | Versenyszám                 |
| ----- | --- | ---------- | --------------------------- |
| Arany | Vasile Dîba | Kajak-kenu | Férfi kajak egyes 500 m     |
| Arany | Nadia Comăneci | Torna      | Női felemás korlát          |
| Arany | Nadia Comăneci | Torna      | Női gerenda                 |
| Arany | Nadia Comăneci | Torna      | Női egyéni összetett        |
| Ezüst | Gheorghe Berceanu | Birkózás   | Kötöttfogás, 48 kg          |
| Ezüst | Nicu Gingă | Birkózás   | Kötöttfogás, 52 kg          |
| Ezüst | Ştefan Rusu | Birkózás   | Kötöttfogás, 68 kg          |
| Ezüst | Gheorghe Danilov Gheorghe Simionov | Kajak-kenu | Férfi kenu kettes 1000 m    |
| Ezüst | Nemzeti válogatott Birtalan István Adrian Cosma Cezar Drăgăniṭă Alexandru Fölker Cristian Gaţu Mircea Grabovschi Roland Gunesch Kicsid Gábor Ghiţă Licu Nicolae Munteanu Cornel Penu Werner Stöckl Constantin Tudosie Radu Voina | Kézilabda  | Férfi                       |
| Ezüst | Simion Cuţov | Ökölvívás  | Könnyűsúly                  |
| Ezüst | Mircea Simion | Ökölvívás  | Nehézsúly                   |
| Ezüst | Teodora Ungureanu | Torna      | Női felemás korlát          |
| Ezüst | Nadia Comăneci Mariana Constantin Georgeta Gabor Anca Grigoraş Gabriela Truşcă Teodora Ungureanu | Torna      | Női csapat összetett        |
| Bronz | Gheorghe Megelea | Atlétika   | Férfi gerelyhajítás         |
| Bronz | Roman Codreanu | Birkózás   | Kötöttfogás, +100 kg        |
| Bronz | Stelian Morcov | Birkózás   | Szabadfogás, 90 kg          |
| Bronz | Ladislau Şimon | Birkózás   | Szabadfogás, +100 kg        |
| Bronz | Felicia Afrăsiloaie Elena Giurcă Lázár Erzsébet Maria Micșa Ioana Tudoran | Evezés     | Női kormányos négypárevezős |
| Bronz | Vasile Dîba | Kajak-kenu | Férfi kajak egyes 1000 m    |
| Bronz | Policarp Malîhin Larion Serghei | Kajak-kenu | Férfi kajak kettes 500 m    |
| Bronz | Victor Zilberman | Ökölvívás  | Váltósúly                   |
| Bronz | Alec Năstac | Ökölvívás  | Középsúly                   |
| Bronz | Costică Dafinoiu | Ökölvívás  | Félnehézsúly                |
| Bronz | Dănut Grecu | Torna      | Férfi gyűrű                 |
| Bronz | Nadia Comăneci | Torna      | Női talaj                   |
| Bronz | Teodora Ungureanu | Torna      | Női gerenda                 |
| Bronz | Dan Irimiciuc Cornel Marin Marin Mustaţă Alexandru Nilca Ioan Pop | Vívás      | Férfi kard, csapat          |

## Atlétika
Férfi
| Versenyző      | Versenyszám    | Előfutam | Előfutam | Előfutam | Elődöntő | Elődöntő | Elődöntő | Döntő    | Döntő    |
| Versenyző      | Versenyszám    | Idő      | Hely.    | Össz.    | Idő      | Hely.    | Össz.    | Idő      | Helyezés |
| -------------- | -------------- | -------- | -------- | -------- | -------- | -------- | -------- | -------- | -------- |
| Gheorghe Ghipu | 1500 m         | 3:39,20  | 6.       | 11.      | kiesett  | kiesett  | kiesett  | kiesett  | kiesett  |
| Ilie Floroiu   | 5000 m         | 13:37,09 | 7.       | 17.      |          |          |          | kiesett  | kiesett  |
| Ilie Floroiu   | 10 000 m       | 28:23,40 | 4.       | 16.      |          |          |          | 27:59,93 | 5.       |
| Gheorghe Cefan | 3000 m akadály | 8:57,22  | 12.      | 23.      |          |          |          | kiesett  | kiesett  |

| Versenyző        | Versenyszám   | Selejtező | Selejtező | Döntő    | Döntő    |
| Versenyző        | Versenyszám   | Eredmény  | Helyezés  | Eredmény | Helyezés |
| ---------------- | ------------- | --------- | --------- | -------- | -------- |
| Carol Corbu      | Hármasugrás   | 16,30 m   | 12.       | 16,43 m  | 8.       |
| Iosif Naghi      | Diszkoszvetés | 57,28 m   | 22.       | kiesett  | kiesett  |
| Gheorghe Megelea | Gerelyhajítás | 80,26 m   | 14.       | 87,16 m  |          |

Női
| Versenyző                 | Versenyszám | Előfutam | Előfutam | Előfutam | Elődöntő | Elődöntő | Elődöntő | Döntő   | Döntő    |
| Versenyző                 | Versenyszám | Idő      | Hely.    | Össz.    | Idő      | Hely.    | Össz.    | Idő     | Helyezés |
| ------------------------- | ----------- | -------- | -------- | -------- | -------- | -------- | -------- | ------- | -------- |
| Mariana Suman             | 800 m       | 2:00,00  | 4.       | 4.       | 2:00,01  | 4.       | 9.       | 2:02,21 | 8.       |
| Silai Ilona               | 800 m       | 2:02,82  | 3.       | 18.      | 2:02,22  | 6.       | 13.      | kiesett | kiesett  |
| Silai Ilona               | 1500 m      | 4:13,61  | 6.       | 26.      | kiesett  | kiesett  | kiesett  | kiesett | kiesett  |
| Natalia Mărăşescu         | 1500 m      | 4:08,31  | 3.       | 9.       | 4:07,92  | 7.       | 15.      | kiesett | kiesett  |
| Maricica Puică            | 1500 m      | 4:12,62  | 5.       | 20.      | kiesett  | kiesett  | kiesett  | kiesett | kiesett  |
| Valeria Bufanu-Ştefănescu | 100 m gát   | 13,60    | 4.       | 14.      | 13,59    | 4.       | 10.      | 13,35   | 7.       |

| Versenyző             | Versenyszám   | Selejtező | Selejtező | Döntő    | Döntő    |
| Versenyző             | Versenyszám   | Eredmény  | Helyezés  | Eredmény | Helyezés |
| --------------------- | ------------- | --------- | --------- | -------- | -------- |
| Cornelia Popescu-Popa | Magasugrás    | 180 cm    | 13.       | 187 cm   | 8.       |
| Doina Spînu           | Távolugrás    | 606 cm    | 20.       | kiesett  | kiesett  |
| Elena Vintilă         | Távolugrás    | 628 cm    | 8.        | 638 cm   | 8.       |
| Argentina Menis       | Diszkoszvetés | 59,56 m   | 7.        | 65,38 m  | 6.       |
| Ráduly-Zörgő Éva      | Gerelyhajítás | 55,34 m   | 12.       | 55,60 m  | 11.      |

## Birkózás
Kötöttfogású
| Versenyző          | Versenyszám | 1. forduló                               | 2. forduló                                     | 3. forduló                                       | 4. forduló                       | 5. forduló                            | 6. forduló                             | 7. forduló        | Döntő | Helyezés    |
| Versenyző          | Versenyszám | Ellenfél Eredmény                        | Ellenfél Eredmény                              | Ellenfél Eredmény                                | Ellenfél Eredmény                | Ellenfél Eredmény                     | Ellenfél Eredmény                      | Ellenfél Eredmény | Ellenfél Eredmény                                                                                                   | Helyezés    |
| ------------------ | ----------- | ---------------------------------------- | ---------------------------------------------- | ------------------------------------------------ | -------------------------------- | ------------------------------------- | -------------------------------------- | ----------------- | --- | ----------- |
| Gheorghe Berceanu  | 48 kg       | Morivaki Josite (JPN) · 4-3              | Aleksander Zajączkowski (POL) · kétvállas      | Mitchell Kawasaki (CAN) · 14-1                   | Dietmar Hinz (GDR) · kétvállas   | Sztefan Angelov (BUL) · 4-3           |                                        |                   | 2. mérkőzés · Alekszej Sumakov (URS) · 6-10 · Hozott eredmény · Sztefan Angelov (BUL) · 4-3                         |             |
| Nicu Gingă         | 52 kg       | Petar Kirov (BUL) · feladta (sérülés)    | Vitalij Konsztantyinyov (URS) · 11-17          | Rolf Krauß (FRG) · kizárták                      | Antonino Caltabiano (ITA) · 11-1 | Hirajama Kóicsiró (JPN) · kizárták    |                                        |                   | Hozott eredmény · Vitalij Konsztantyinyov (URS) · 11-17 · Hozott eredmény · Hirajama Kóicsiró (JPN) · kizárták      |             |
| Mihai Boţilă       | 57 kg       | Józef Lipień (POL) · kizárták            | An Hanjong (An Han-yeong) (KOR) · 8-0          | Farhat Musztafin (URS) · 6-14                    | Josef Krysta (TCH) · 12-0        | Pertti Ukkola (FIN) · kizárták        |                                        |                   | kiesett | 5.          |
| Ion Păun           | 62 kg       | Lars Malmkvist (SWE) · kétvállas         | erőnyerő                                       | Cshö Gjongszu (Choi Gyeong-su) (KOR) · kétvállas | Pekka Hjelt (FIN) · 11-4         | Mijahara Teruhiko (JPN) · 2-6         | Réczi László (HUN) · feladta (sérülés) | kiesett           | kiesett | 5.          |
| Ştefan Rusu        | 68 kg       | Andrzej Supron (POL) · 13-1              | Kim Hemjong (Kim Hae-myeong) (KOR) · kétvállas | Kobajasi Takesi (JPN) · kizárták                 | Szuren Nalbangyan (URS) · 3-5    | Heinz-Helmut Wehling (GDR) · kizárták | Lars-Erik Skiöld (SWE) · kizárták      |                   | Hozott eredmény · Szuren Nalbangyan (URS) · 3-5 · Hozott eredmény · Heinz-Helmut Wehling (GDR) · kizárták           |             |
| Gheorghe Ciobotaru | 74 kg       | Jan Karlsson (SWE) · kizárták            | Nagatomo Jaszuo (JPN) · kizárták               | Hans Kiss (AUT) · kétvállas                      | Anatolij Bikov (URS) · 6-7       | kiesett                               |                                        |                   | kiesett | 6.          |
| Ion Enache         | 82 kg       | David Cummings (CAN) · feladta (sérülés) | Leif Andersson (SWE) · 6-4                     | Ivan Kolev (BUL) · 8-8                           | Momir Petković (YUG) · 2-3       | kiesett                               | kiesett                                |                   | kiesett | 7.          |
| Petre Dicu         | 90 kg       | Séllyei István (HUN) · 2-7               | Valerij Rezancev (URS) · kétvállas             | kiesett                                          | kiesett                          | kiesett                               |                                        |                   | kiesett | helyezetlen |
| Nicolae Martinescu | 100 kg      | Nyikolaj Balbosin (URS) · kétvállas      | Robert N'Diaye (SEN) · kétvállas               | Kamen Goranov (BUL) · kétvállas                  | kiesett                          |                                       |                                        |                   | kiesett | 7.          |
| Roman Codreanu     | +100 kg     | Rovnyai János (HUN) · kizárták           | Arne Robertsson (SWE) · kizárták               | Richard Wolff (FRG) · kizárták                   | William Lee (USA) · kizárták     |                                       |                                        |                   | 1. mérkőzés · Alekszandr Kolcsinszkij (URS) · kétvállas · 3. mérkőzés · Alekszandar Tomov (BUL) · feladta (sérülés) |             |

Szabadfogású
| Versenyző            | Versenyszám | 1. forduló                              | 2. forduló                          | 3. forduló                       | 4. forduló                              | 5. forduló                        | 6. forduló                   | Döntő                                                                                         | Helyezés    |
| Versenyző            | Versenyszám | Ellenfél Eredmény                       | Ellenfél Eredmény                   | Ellenfél Eredmény                | Ellenfél Eredmény                       | Ellenfél Eredmény                 | Ellenfél Eredmény            | Ellenfél Eredmény                                                                             | Helyezés    |
| -------------------- | ----------- | --------------------------------------- | ----------------------------------- | -------------------------------- | --------------------------------------- | --------------------------------- | ---------------------------- | --------------------------------------------------------------------------------------------- | ----------- |
| Constantin Alexandru | 48 kg       | Kuddusi Özdemir (TUR) · kétvállas       | Willi Heckmann (FRG) · visszalépett | kiesett                          | kiesett                                 | kiesett                           |                              | kiesett                                                                                       | helyezetlen |
| Constantin Măndilă   | 52 kg       | James Haines (USA) · 3-13               | Alekszandr Ivanov (URS) · 4-22      | kiesett                          | kiesett                                 | kiesett                           |                              | kiesett                                                                                       | helyezetlen |
| Gigel Anghel         | 57 kg       | Gordon Smith (AUS) · kétvállas          | Ramezan Kheder (IRI) · 15-18        | Miho Dukov (BUL) · 1-32          | kiesett                                 | kiesett                           | kiesett                      | kiesett                                                                                       | helyezetlen |
| Petre Coman          | 62 kg       | Maekava Kenkicsi (JPN) · 4-8            | erőnyerő                            | Ivan Jankov (BUL) · 2-14         | kiesett                                 | kiesett                           | kiesett                      | kiesett                                                                                       | helyezetlen |
| Marin Pîrcălabu      | 74 kg       | Keith Haward (GBR) · kizárták           | Toma Mihály (HUN) · 5-4             | Jarmo Övermark (FIN) · 11-6      | Ruszlan Asuralijev (URS) · 4-10         | Date Dzsiicsiró (JPN) · kétvállas |                              | kiesett                                                                                       | 5.          |
| Vasile Iorga         | 82 kg       | Viktor Novozsilov (URS) · kizárták      | Imad Faddoul (LIB) · kizárták       | Richard Deschatelets (CAN) · 8-6 | Iszmail Abilov (BUL) · kétvállas        | kiesett                           | kiesett                      | kiesett                                                                                       | helyezetlen |
| Stelian Morcov       | 90 kg       | Ben Peterson (USA) · 4-7                | Bárbaro Morgan (CUB) · 9-8          | Sukri Ljutviev (BUL) · kizárták  | Jacu Josiaki (JPN) · kizárták           | erőnyerő                          | Levan Tediasvili (URS) · 2-7 | Hozott eredmény · Ben Peterson (USA) · 4-7 · Hozott eredmény · Levan Tediasvili (URS) · 2-7   |             |
| Enache Panait        | 100 kg      | Khorloogiin Bayanmönkh (MGL) · 3-5      | Dimo Kosztov (BUL) · kétvállas      | kiesett                          | kiesett                                 | kiesett                           |                              | kiesett                                                                                       | helyezetlen |
| Ladislau Şimon       | +100 kg     | Doljingiin Adyaatömör (MGL) · kétvállas | Lázaro Morales (CUB) · kizárták     | erőnyerő                         | Moslem Eskandar-Filabi (IRI) · kizárták | Szoszlan Angyijev (URS) · 5-11    | Balla József (HUN) · 5-7     | Hozott eredmény · Szoszlan Angyijev (URS) · 5-11 · Hozott eredmény · Balla József (HUN) · 5-7 |             |

## Evezés
Férfi
| Versenyző                                                 | Versenyszám              | Előfutam | Előfutam | Vigaszág | Vigaszág | Elődöntő | Elődöntő | Döntő | Döntő   | Döntő | Helyezés |
| Versenyző                                                 | Versenyszám              | Idő      | Hely.    | Idő      | Hely.    | Idő      | Hely.    | Típus | Idő     | Hely. | Helyezés |
| --------------------------------------------------------- | ------------------------ | -------- | -------- | -------- | -------- | -------- | -------- | ----- | ------- | ----- | -------- |
| Walter Lambertus                                          | Egypárevezős             | 7:42,65  | 4.       | 7:08,88  | 2.       | 7:01,23  | 4.       | B     | 8:11,13 | 5.    | 11.      |
| Nicolae Simion Ernest Gal Ştefan Tudor Dumitru Grumezescu | Kormányos nélküli négyes | 6:23,12  | 4.       | 6:09,55  | 3.       | 6:07,71  | 4.       | B     | 6:43,96 | 3.    | 9.       |

Női
| Versenyző | Versenyszám              | Előfutam | Előfutam | Vigaszág | Vigaszág | Döntő | Döntő   | Döntő | Helyezés |
| Versenyző | Versenyszám              | Idő      | Hely.    | Idő      | Hely.    | Típus | Idő     | Hely. | Helyezés |
| --- | ------------------------ | -------- | -------- | -------- | -------- | ----- | ------- | ----- | -------- |
| Marlena Predescu-Zagoni Marinela Maxim | Kormányos nélküli kettes | 3:42,18  | 2.       | 3:53,93  | 2.       | A     | 4:15,44 | 6.    | 6.       |
| Horváth Ilona Florica Petcu-Dospinescu Filigonia Tol Aurelia Marinescu Aneta Matei (kormányos)                                                                          | Kormányos négyes         | 3:26,42  | 2.       | 3:40,96  | 2.       | A     | 3:51,17 | 4.    | 4.       |
| Ioana Tudoran Maria Micșa Felicia Afrăsiloaie Lázár Erzsébet Elena Giurcă (kormányos)                                                                                   | Kormányos négypárevezős  | 3:14,86  | 2.       | 3:27,48  | 1.       | A     | 3:32,76 | 3.    |          |
| Horváth Ilona Florica Petcu-Dospinescu Filigonia Tol Aurelia Marinescu Georgeta Militaru-Maşca Iuliana Munteanu Elena Avram Marioara Constantin Aneta Matei (kormányos) | Nyolcas                  | 3:01,80  | 2.       | 3:14,25  | 2.       | A     | 3:44,79 | 6.    | 6.       |

## Kajak-kenu
Férfi
| Versenyző                                                      | Versenyszám         | Előfutam | Előfutam | Előfutam | Vigaszág | Vigaszág | Vigaszág | Elődöntő | Elődöntő | Elődöntő | Döntő   | Döntő    |
| Versenyző                                                      | Versenyszám         | Idő      | Hely.    | Össz.    | Idő      | Hely.    | Össz.    | Idő      | Hely.    | Össz.    | Idő     | Helyezés |
| -------------------------------------------------------------- | ------------------- | -------- | -------- | -------- | -------- | -------- | -------- | -------- | -------- | -------- | ------- | -------- |
| Vasile Dîba                                                    | Kajak egyes 500 m   | 1:54,15  | 1.       | 1.       | erőnyerő | erőnyerő | erőnyerő | 1:53,64  | 1.       | 4.       | 1:46,41 |          |
| Vasile Dîba                                                    | Kajak egyes 1000 m  | 3:57,19  | 2.       | 7.       | erőnyerő | erőnyerő | erőnyerő | 3:51,69  | 2.       | 8.       | 3:49,65 |          |
| Larion Serghei Policarp Malîhin                                | Kajak kettes 500 m  | 1:43,49  | 1.       | 8.       | erőnyerő | erőnyerő | erőnyerő | 1:40,38  | 3.       | 9.       | 1:37,43 |          |
| Larion Serghei Policarp Malîhin                                | Kajak kettes 1000 m | 3:39,75  | 7.       | 13.      | 3:32,86  | 1.       | 3.       | 3:27,93  | 3.       | 5.       | 3:34,27 | 7.       |
| Nicuşor Eşanu Vasile Simiocenco Nicolae Simionenco Mihai Zafiu | Kajak négyes 1000 m | 3:06,88  | 1.       | 3.       | erőnyerő | erőnyerő | erőnyerő | 3:15,60  | 2.       | 9.       | 3:11,35 | 4.       |
| Ivan Patzaichin                                                | Kenu egyes 500 m    | 2:15,35  | 7.       | 11.      | 2:03,01  | 1.       | 1.       | 2:09,34  | 2.       | 5.       | 2:01,40 | 7.       |
| Ivan Patzaichin                                                | Kenu egyes 1000 m   | 4:13,09  | 1.       | 1.       | erőnyerő | erőnyerő | erőnyerő | 4:15,21  | 2.       | 3.       | 4:15,08 | 5.       |
| Gheorghe Danilov Gheorghe Simionov                             | Kenu kettes 500 m   | 1:57,27  | 2.       | 2.       | erőnyerő | erőnyerő | erőnyerő | 1:50,56  | 1.       | 4.       | 1:48,84 | 4.       |
| Gheorghe Danilov Gheorghe Simionov                             | Kenu kettes 1000 m  | 3:48,57  | 2.       | 2.       | erőnyerő | erőnyerő | erőnyerő | 3:55,12  | 1.       | 1.       | 3:54,28 |          |

Női
| Versenyző                                                | Versenyszám        | Előfutam | Előfutam | Előfutam | Vigaszág | Vigaszág | Vigaszág | Elődöntő | Elődöntő | Elődöntő | Döntő   | Döntő    |
| Versenyző                                                | Versenyszám        | Idő      | Hely.    | Össz.    | Idő      | Hely.    | Össz.    | Idő      | Hely.    | Össz.    | Idő     | Helyezés |
| -------------------------------------------------------- | ------------------ | -------- | -------- | -------- | -------- | -------- | -------- | -------- | -------- | -------- | ------- | -------- |
| Maria Ştefan-Mihoreanu                                   | Kajak egyes 500 m  | 2:15,00  | 4.       | 8.       | 2:06,60  | 1.       | 1.       | 2:05,72  | 2.       | 2.       | 2:05,40 | 5.       |
| Nastasia Nichitov-Ionescu Agafia Orlov-Buhaev-Constantin | Kajak kettes 500 m | 1:59,33  | 2.       | 6.       | erőnyerő | erőnyerő | erőnyerő | 1:53,38  | 2.       | 4.       | 1:53,77 | 4.       |

## Kézilabda

### Férfi
| Román férfi kézilabdacsapat-játékoskeret                                                                                   | Román férfi kézilabdacsapat-játékoskeret                                                                       |
| --- | --- |
| - Birtalan István - Adrian Cosma - Cezar Drăgăniṭă - Alexandru Fölker - Cristian Gaţu - Mircea Grabovschi - Roland Gunesch | - Kicsid Gábor - Ghiţă Licu - Nicolae Munteanu - Cornel Penu - Werner Stöckl - Constantin Tudosie - Radu Voina |

#### Eredmények
Csoportkör
B csoport
| Csapat                 | M                               | Gy                              | D                               | V                               | G+                              | G–                              | Gk                              | P                               |
| ---------------------- | ------------------------------- | ------------------------------- | ------------------------------- | ------------------------------- | ------------------------------- | ------------------------------- | ------------------------------- | ------------------------------- |
| Románia (ROU)          | 4                               | 3                               | 1                               | 0                               | 91                              | 71                              | +20                             | 7                               |
| Lengyelország (POL)    | 4                               | 3                               | 0                               | 1                               | 80                              | 71                              | +9                              | 6                               |
| Magyarország (HUN)     | 4                               | 2                               | 0                               | 2                               | 92                              | 82                              | +10                             | 4                               |
| Csehszlovákia (TCH)    | 4                               | 1                               | 1                               | 2                               | 85                              | 82                              | +3                              | 3                               |
| Egyesült Államok (USA) | 4                               | 0                               | 0                               | 4                               | 80                              | 122                             | –42                             | 0                               |
| Tunézia (TUN)          | Két mérkőzés után visszalépett. | Két mérkőzés után visszalépett. | Két mérkőzés után visszalépett. | Két mérkőzés után visszalépett. | Két mérkőzés után visszalépett. | Két mérkőzés után visszalépett. | Két mérkőzés után visszalépett. | Két mérkőzés után visszalépett. |

| 1976. július 18. | Románia (ROU) | 23 – 18 | Magyarország (HUN) | Montréal |
| 1976. július 18. | Birtalan 6    | (13–8)  | Szilágyi, Vass 4   | Montréal |
| 1976. július 18. |               |         |                    | Montréal |

| 1976. július 20. | Románia (ROU) | 32 – 19 | Egyesült Államok (USA) | Québec |
| 1976. július 20. | Birtalan 8    | (16–8)  | Rogers 5               | Québec |
| 1976. július 20. |               |         |                        | Québec |

| 1976. július 22. | Románia (ROU) | Tunézia visszalépett | Tunézia (TUN) | Sherbrooke |
| 1976. július 22. |               |                      |               | Sherbrooke |
| 1976. július 22. |               |                      |               | Sherbrooke |

| 1976. július 24. | Románia (ROU) | 19 – 19 | Csehszlovákia (TCH) | Sherbrooke |
| 1976. július 24. | Birtalan 7    | (13–10) | három játékos 4     | Sherbrooke |
| 1976. július 24. |               |         |                     | Sherbrooke |

| 1976. július 26. | Románia (ROU) | 17 – 15 | Lengyelország (POL) | Québec |
| 1976. július 26. | Birtalan 8    | (8–6)   | Klempel 6           | Québec |
| 1976. július 26. |               |         |                     | Québec |

Döntő
| 1976. július 28. | Szovjetunió (URS) | 19 – 15 | Románia (ROU)      | Montréal |
| 1976. július 28. | Gasszij 6         | (10–6)  | Licu, Grabovschi 4 | Montréal |
| 1976. július 28. |                   |         |                    | Montréal |

| Csapat        | Helyezés |
| ------------- | -------- |
| Románia (ROU) |          |

### Női
| Román női kézilabdacsapat-játékoskeret                                                                              | Román női kézilabdacsapat-játékoskeret                                                                                          |
| --- | --- |
| - Simona Arghir - Maria Bosi - Doina Cojocaru - Doina Furcoi - Iuliana Hobincu - Elisabeta Ionescu - Viorica Ionică | - Maria Lackovics - Georgeta Lăcustă - Miklós Magdolna - Cristina Petrovici - Constantina Piţigoi - Niculina Sasu - Sós Rozália |

#### Eredmények
Csoportkör
| 1976. július 20. | NDK (GDR) | 18 – 12  | Románia (ROU) | Sherbrooke |
| 1976. július 20. | Richter 6 | (11 – 3) | Şoş 4         | Sherbrooke |
| 1976. július 20. |           |          |               | Sherbrooke |

| 1976. július 22. | Szovjetunió (URS) | 14 – 8  | Románia (ROU) | Montréal |
| 1976. július 22. | Makarec 7         | (6 – 3) | Mikloş 3      | Montréal |
| 1976. július 22. |                   |         |               | Montréal |

| 1976. július 24. | Románia (ROU) | 21 – 20   | Japán (JPN) | Québec |
| 1976. július 24. | Arghir 5      | (13 – 11) | Kurata 7    | Québec |
| 1976. július 24. |               |           |             | Québec |

| 1976. július 26. | Románia (ROU) | 17 – 11 | Kanada (CAN) | Montréal |
| 1976. július 26. | Furcoi 4      | (8 – 5) | Robert 4     | Montréal |
| 1976. július 26. |               |         |              | Montréal |

| 1976. július 28. | Magyarország (HUN)      | 20 – 15  | Románia (ROU) | Montréal |
| 1976. július 28. | Sterbinszky, Lelkesné 5 | (10 – 6) | Mikloş 5      | Montréal |
| 1976. július 28. |                         |          |               | Montréal |

Végeredmény
| Helyezés | Csapat             | M | Gy | D | V | G+ | G–  | Gk  | P  |
| -------- | ------------------ | - | -- | - | - | -- | --- | --- | -- |
| Arany    | Szovjetunió (URS)  | 5 | 5  | 0 | 0 | 92 | 40  | +52 | 10 |
| Ezüst    | NDK (GDR)          | 5 | 3  | 1 | 1 | 89 | 47  | +42 | 7  |
| Bronz    | Magyarország (HUN) | 5 | 3  | 1 | 1 | 85 | 55  | +30 | 7  |
| 4.       | Románia (ROU)      | 5 | 2  | 0 | 3 | 73 | 83  | –10 | 4  |
| 5.       | Japán (JPN)        | 5 | 1  | 0 | 4 | 72 | 115 | –43 | 2  |
| 6.       | Kanada (CAN)       | 5 | 0  | 0 | 5 | 35 | 106 | –71 | 0  |

| Csapat        | Helyezés |
| ------------- | -------- |
| Románia (ROU) | 4.       |

## Ökölvívás
| Versenyző           | Versenyszám   | Selejtező         | 32-es főtábla                         | Nyolcaddöntő                        | Negyeddöntő                      | Elődöntő                              | Döntő                                       | Helyezés |
| Versenyző           | Versenyszám   | Ellenfél Eredmény | Ellenfél Eredmény                     | Ellenfél Eredmény                   | Ellenfél Eredmény                | Ellenfél Eredmény                     | Ellenfél Eredmény                           | Helyezés |
| ------------------- | ------------- | ----------------- | ------------------------------------- | ----------------------------------- | -------------------------------- | ------------------------------------- | ------------------------------------------- | -------- |
| Remus Cosma         | Papírsúly     |                   | Payao Poontarat (THA) · 1-4           | kiesett                             | kiesett                          | kiesett                               | kiesett                                     | 17.      |
| Constantin Gruiescu | Légsúly       | erőnyerő          | Douglas Maina (KEN) · nem vett részt  | Leo Randolph (USA) · 1-4            | kiesett                          | kiesett                               | kiesett                                     | 9.       |
| Faredin Ibrahim     | Harmatsúly    | erőnyerő          | Ku Jongdzso (Gu Yeong-jo) (PRK) · 1-4 | kiesett                             | kiesett                          | kiesett                               | kiesett                                     | 15.      |
| Gheorghe Ciochină   | Pehelysúly    | erőnyerő          | Jackson Ouma (KEN) · nem vett részt   | Gheorghe Ciochină (FRG) · 4-1       | Richard Nowakowski (GDR) · KO    | kiesett                               | kiesett                                     | 5.       |
| Simion Cuţov        | Könnyűsúly    | erőnyerő          | Sylvester Mittee (GBR) · RSC          | Nelson Calzadilla (VEN) · 5-0       | Ove Lundby (SWE) · 5-0           | Vaszilij Szolomin (URS) · 5-0         | Howard Davis (USA) · 0-5                    |          |
| Calistrat Cuţov     | Kisváltósúly  | erőnyerő          | Jean-Claude Ruiz (FRA) · 5-0          | Syamsul Harahap (INA) · 5-0         | Vladimir Kolev (BUL) · 0-5       | kiesett                               | kiesett                                     | 5.       |
| Victor Zilberman    | Váltósúly     | erőnyerő          | Amon Kotey (GHA) · nem vett részt     | Colin Jones (GBR) · 5-0             | Carlos Santos (PUR) · 3-2        | Jochen Bachfeld (GDR) · 2-3           | kiesett                                     |          |
| Vasile Didea        | Nagyváltósúly |                   | Michael Prevost (CAN) · kizárták      | Najden Sztancsev (BUL) · 3-2        | Tadija Kačar (YUG) · 0-5         | kiesett                               | kiesett                                     | 5.       |
| Alec Năstac         | Középsúly     |                   | erőnyerő                              | Philip McElwaine (AUS) · 3-2        | Fernando Martins (BRA) · 3-2     | Michael Spinks (USA) · visszalépett   | kiesett                                     |          |
| Costică Dafinoiu    | Félnehézsúly  |                   | erőnyerő                              | Robert Nixon (GUY) · nem vett részt | Robert Burgess (BER) · 5-0       | Sixto Soria (CUB) · feladta (sérülés) | kiesett                                     |          |
| Mircea Simion       | Nehézsúly     |                   | erőnyerő                              | Trevor Berbick (JAM) · 5-0          | Atanasz Szapundzsiev (BUL) · 4-1 | Clarence Hill (BER) · 5-0             | Teófilo Stevenson (CUB) · feladta (sérülés) |          |

## Sportlövészet
Nyílt
| Versenyző          | Versenyszám           | Pont | Helyezés |
| ------------------ | --------------------- | ---- | -------- |
| Corneliu Ion       | Gyorstüzelő pisztoly  | 595  | 5.       |
| Marin Stan         | Gyorstüzelő pisztoly  | 594  | 8.       |
| Daniel Iuga        | Szabadpisztoly        | 539  | 34.      |
| Gheorghe Vasilescu | Sportpuska, fekvő     | 589  | 28.      |
| Nicolae Rotaru     | Sportpuska, fekvő     | 580  | 68.      |
| Nicolae Rotaru     | Sportpuska, összetett | 1141 | 17.      |
| Kabán István       | Sportpuska, összetett | 1129 | 35.      |
| Adalbert Oster     | Skeet                 | 188  | 35.      |

## Súlyemelés
| Versenyző          | Versenyszám | Szakítás | Szakítás | Lökés    | Lökés    | Összesen | Helyezés |
| Versenyző          | Versenyszám | Eredmény | Helyezés | Eredmény | Helyezés | Összesen | Helyezés |
| ------------------ | ----------- | -------- | -------- | -------- | -------- | -------- | -------- |
| Dragomir Cioroslan | 75 kg       | kizárták | kizárták | kizárták | kizárták | kizárták | kizárták |

## Torna
Férfi
| Versenyző                                                                   | Versenyszám      | Selejtező | Selejtező | Döntő    | Döntő    |
| Versenyző                                                                   | Versenyszám      | Pontszám  | Helyezés  | Pontszám | Helyezés |
| --------------------------------------------------------------------------- | ---------------- | --------- | --------- | -------- | -------- |
| Mihai Borş                                                                  | Talaj            | 17,20     | 81.       | kiesett  | kiesett  |
| Mihai Borş                                                                  | Ugrás            | 19,05     | 11.       | kiesett  | kiesett  |
| Mihai Borş                                                                  | Korlát           | 18,60     | 25.       | kiesett  | kiesett  |
| Mihai Borş                                                                  | Nyújtó           | 17,80     | 63.       | kiesett  | kiesett  |
| Mihai Borş                                                                  | Gyűrű            | 19,10     | 12.       | kiesett  | kiesett  |
| Mihai Borş                                                                  | Lólengés         | 18,00     | 58.       | kiesett  | kiesett  |
| Mihai Borş                                                                  | Egyéni összetett | 109,75    | 38.*      | kiesett  | kiesett  |
| Sorin Cepoi                                                                 | Talaj            | 17,90     | 50.       | kiesett  | kiesett  |
| Sorin Cepoi                                                                 | Ugrás            | 18,55     | 40.       | kiesett  | kiesett  |
| Sorin Cepoi                                                                 | Korlát           | 18,30     | 34.       | kiesett  | kiesett  |
| Sorin Cepoi                                                                 | Nyújtó           | 18,75     | 29.       | kiesett  | kiesett  |
| Sorin Cepoi                                                                 | Gyűrű            | 18,30     | 51.       | kiesett  | kiesett  |
| Sorin Cepoi                                                                 | Lólengés         | 18,15     | 52.       | kiesett  | kiesett  |
| Sorin Cepoi                                                                 | Egyéni összetett | 109,95    | 36.       | 109,525  | 32.      |
| Ion Checicheş                                                               | Talaj            | 18,35     | 33.       | kiesett  | kiesett  |
| Ion Checicheş                                                               | Ugrás            | 18,80     | 26.       | kiesett  | kiesett  |
| Ion Checicheş                                                               | Korlát           | 17,95     | 54.       | kiesett  | kiesett  |
| Ion Checicheş                                                               | Nyújtó           | 17,80     | 63.       | kiesett  | kiesett  |
| Ion Checicheş                                                               | Gyűrű            | 18,95     | 17.       | kiesett  | kiesett  |
| Ion Checicheş                                                               | Lólengés         | 18,00     | 58.       | kiesett  | kiesett  |
| Ion Checicheş                                                               | Egyéni összetett | 109,85    | 37.       | kiesett  | kiesett  |
| Ştefan Gal                                                                  | Talaj            | 17,55     | 69.       | kiesett  | kiesett  |
| Ştefan Gal                                                                  | Ugrás            | 18,50     | 44.       | kiesett  | kiesett  |
| Ştefan Gal                                                                  | Korlát           | 18,30     | 34.       | kiesett  | kiesett  |
| Ştefan Gal                                                                  | Nyújtó           | 18,55     | 39.       | kiesett  | kiesett  |
| Ştefan Gal                                                                  | Gyűrű            | 18,45     | 46.       | kiesett  | kiesett  |
| Ştefan Gal                                                                  | Lólengés         | 17,80     | 65.       | kiesett  | kiesett  |
| Ştefan Gal                                                                  | Egyéni összetett | 109,15    | 48.*      | kiesett  | kiesett  |
| Dănut Grecu                                                                 | Talaj            | 18,25     | 35.       | kiesett  | kiesett  |
| Dănut Grecu                                                                 | Ugrás            | 19,30     | 4.        | 19,200   | 4.       |
| Dănut Grecu                                                                 | Korlát           | 19,25     | 5.        | kiesett  | kiesett  |
| Dănut Grecu                                                                 | Nyújtó           | 19,00     | 19.       | kiesett  | kiesett  |
| Dănut Grecu                                                                 | Gyűrű            | 19,50     | 3.        | 19,500   |          |
| Dănut Grecu                                                                 | Lólengés         | 18,80     | 21.       | kiesett  | kiesett  |
| Dănut Grecu                                                                 | Egyéni összetett | 114,10    | 10.       | 60,450   | 36.      |
| Nicolae Oprescu                                                             | Talaj            | 18,20     | 37.       | kiesett  | kiesett  |
| Nicolae Oprescu                                                             | Ugrás            | 17,75     | 82.       | kiesett  | kiesett  |
| Nicolae Oprescu                                                             | Korlát           | 18,50     | 29.       | kiesett  | kiesett  |
| Nicolae Oprescu                                                             | Nyújtó           | 18,55     | 39.       | kiesett  | kiesett  |
| Nicolae Oprescu                                                             | Gyűrű            | 19,10     | 12.       | kiesett  | kiesett  |
| Nicolae Oprescu                                                             | Lólengés         | 18,20     | 50.       | kiesett  | kiesett  |
| Nicolae Oprescu                                                             | Egyéni összetett | 110,30    | 34.*      | 109,900  | 29.      |
| Mihai Borş Sorin Cepoi Ion Checicheş Ştefan Gal Dănut Grecu Nicolae Oprescu | Csapat összetett |           |           | 557,30   | 6.       |

Női
| Versenyző                                                                                        | Versenyszám      | Selejtező | Selejtező | Döntő    | Döntő    |
| Versenyző                                                                                        | Versenyszám      | Pontszám  | Helyezés  | Pontszám | Helyezés |
| ------------------------------------------------------------------------------------------------ | ---------------- | --------- | --------- | -------- | -------- |
| Nadia Comăneci                                                                                   | Talaj            | 19,60     | 3.        | 19,750   |          |
| Nadia Comăneci                                                                                   | Ugrás            | 19,55     | 3.        | 19,625   | 4.       |
| Nadia Comăneci                                                                                   | Felemás korlát   | 20,00     | 1.        | 20,000   |          |
| Nadia Comăneci                                                                                   | Gerenda          | 19,90     | 1.        | 19,950   |          |
| Nadia Comăneci                                                                                   | Egyéni összetett | 79,05     | 1.        | 79,275   |          |
| Mariana Constantin                                                                               | Talaj            | 18,85     | 30.       | kiesett  | kiesett  |
| Mariana Constantin                                                                               | Ugrás            | 19,15     | 13.       | kiesett  | kiesett  |
| Mariana Constantin                                                                               | Felemás korlát   | 19,70     | 6.        | kiesett  | kiesett  |
| Mariana Constantin                                                                               | Gerenda          | 19,05     | 10.       | kiesett  | kiesett  |
| Mariana Constantin                                                                               | Egyéni összetett | 76,75     | 14.       | 76,625   | 11.      |
| Georgeta Gabor                                                                                   | Talaj            | 19,05     | 17.       | kiesett  | kiesett  |
| Georgeta Gabor                                                                                   | Ugrás            | 18,65     | 38.       | kiesett  | kiesett  |
| Georgeta Gabor                                                                                   | Felemás korlát   | 19,10     | 26.       | kiesett  | kiesett  |
| Georgeta Gabor                                                                                   | Gerenda          | 18,90     | 16.       | kiesett  | kiesett  |
| Georgeta Gabor                                                                                   | Egyéni összetett | 75,70     | 21.*      | kiesett  | kiesett  |
| Anca Grigoraş                                                                                    | Talaj            | 19,00     | 19.       | kiesett  | kiesett  |
| Anca Grigoraş                                                                                    | Ugrás            | 18,95     | 23.       | kiesett  | kiesett  |
| Anca Grigoraş                                                                                    | Felemás korlát   | 19,40     | 14.       | kiesett  | kiesett  |
| Anca Grigoraş                                                                                    | Gerenda          | 19,35     | 4.        | kiesett  | kiesett  |
| Anca Grigoraş                                                                                    | Egyéni összetett | 76,70     | 15.       | kiesett  | kiesett  |
| Gabriela Truşcă                                                                                  | Talaj            | 18,70     | 44.       | kiesett  | kiesett  |
| Gabriela Truşcă                                                                                  | Ugrás            | 18,90     | 25.       | kiesett  | kiesett  |
| Gabriela Truşcă                                                                                  | Felemás korlát   | 19,60     | 9.        | kiesett  | kiesett  |
| Gabriela Truşcă                                                                                  | Gerenda          | 18,90     | 16.       | kiesett  | kiesett  |
| Gabriela Truşcă                                                                                  | Egyéni összetett | 76,10     | 18.       | kiesett  | kiesett  |
| Teodora Ungureanu                                                                                | Talaj            | 19,30     | 10.       | kiesett  | kiesett  |
| Teodora Ungureanu                                                                                | Ugrás            | 19,35     | 10.       | kiesett  | kiesett  |
| Teodora Ungureanu                                                                                | Felemás korlát   | 19,80     | 2.        | 19,800   |          |
| Teodora Ungureanu                                                                                | Gerenda          | 19,60     | 3.        | 19,700   |          |
| Teodora Ungureanu                                                                                | Egyéni összetett | 78,05     | 4.        | 78,375   | 4.       |
| Nadia Comăneci Mariana Constantin Georgeta Gabor Anca Grigoraş Gabriela Truşcă Teodora Ungureanu | Csapat összetett |           |           | 387,15   |          |

* - egy másik versenyzővel azonos eredményt ért el

## Vívás
Férfi
| Versenyző                                                         | Versenyszám       | Selejtező | Selejtező | Selejtező | Selejtező | Selejtező | Selejtező | Főtábla                       | Főtábla                                | Vigaszág                     | Vigaszág                          | Vigaszág                           | Döntő | Döntő                                    | Helyezés |
| Versenyző                                                         | Versenyszám       | 1. kör | 1. kör    | 2. kör | 2. kör    | 3. kör | 3. kör    | 1. kör                        | 2. kör                                 | 1. kör                       | 2. kör                            | 3. kör                             | Döntő | Döntő                                    | Helyezés |
| Versenyző                                                         | Versenyszám       | Ellenfél Eredmény | Hely.     | Ellenfél Eredmény | Hely.     | Ellenfél Eredmény | Hely.     | Ellenfél Eredmény             | Ellenfél Eredmény                      | Ellenfél Eredmény            | Ellenfél Eredmény                 | Ellenfél Eredmény                  | Ellenfél Eredmény | Hely.                                    | Helyezés |
| ----------------------------------------------------------------- | ----------------- | --- | --------- | --- | --------- | --- | --------- | ----------------------------- | -------------------------------------- | ---------------------------- | --------------------------------- | ---------------------------------- | --- | ---------------------------------------- | -------- |
| Kuki Péter                                                        | Tőr, egyéni       | I. csoport · Klaus Reichert (FRG) · 3-5 · Lech Koziejowski (POL) · 5-2 · Eduardo Jhons (CUB) · 5-3 · Ali Alamdari (IRI) · 5-3 · Daniel Feraud (ARG) · 5-2                                | 2.        | A. csoport · Christian Noël (FRA) · 1-5 · Vaszil Sztankovics (URS) · 2-5 · Lech Koziejowski (POL) · 5-1 · Jaroslav Jurka (TCH) · 5-4 · Hossein Niknam (IRI) · 5-3  | 3.        | A. csoport · Klaus Reichert (FRG) · 5-4 · Greg Benko (AUS) · 5-2 · Marek Dąbrowski (POL) · 5-4 · František Koukal (TCH) · 5-4 · Ed Ballinger (USA) · 2-5           | 2.        | Bernard Talvard (FRA) · 5-10  |                                        | Matthias Behr (FRG) · 10-9   | Vlagyimir Gyenyiszov (URS) · 8-10 | kiesett                            | kiesett | kiesett                                  | 9.       |
| Tudor Petruş                                                      | Tőr, egyéni       | G. csoport · Ziemek Wojciechowski (POL) · 1-5 · Dzsingú Tosio (JPN) · 2-5 · Hossein Niknam (IRI) · 3-5 · Aljakszandr Ramanykov (URS) · 5-3 · Lehel Fekete (CAN) · 3-5                    | 5.        | kiesett | kiesett   | kiesett | kiesett   | kiesett                       | kiesett                                | kiesett                      | kiesett                           | kiesett                            | kiesett | kiesett                                  | 45.      |
| Mihai Ţiu                                                         | Tőr, egyéni       | B. csoport · Enrique Salvat (CUB) · 5-2 · Barry Paul (GBR) · 5-3 · Ernest Simon (AUS) · 5-3 · Ng Wing Biu (HKG) · 5-1 · Abdul Nasser Al-Sayegh (KUW) · 5-2 · Bernard Talvard (FRA) · 4-5 | 1.        | D. csoport · Klaus Reichert (FRG) · 1-5 · Klaus Haertter (GDR) · 3-5 · Ed Ballinger (USA) · 4-5 · Komatist József (HUN) · 5-0 · Eduardo Jhons (CUB) · 5-0          | 5.        | kiesett | kiesett   | kiesett                       | kiesett                                | kiesett                      | kiesett                           | kiesett                            | kiesett | kiesett                                  | 25.      |
| Nicolae Iorgu                                                     | Párbajtőr, egyéni | I. csoport · Daniel Giger (SUI) · 5-3 · Robert Schiel (LUX) · 5-1 · Iraj Dastgerdi (IRI) · 5-2 · Rubén Hernández (PUR) · 5-3 · Jeppe Normann (NOR) · 4-5                                 | 1.        | C. csoport · Alexander Pusch (FRG) · 5-3 · Nils Koppang (NOR) · 5-3 · Thierry Soumagne (BEL) · 5-2 · Osztrics István (HUN) · 2-5 · Greg Benko (AUS) · 4-5          | 2.        | B. csoport · Kulcsár Győző (HUN) · 5-1 · Alexander Pusch (FRG) · 5-1 · Göran Flodström (SWE) · 5-5 · François Suchanecki (SUI) · 5-1 · Nicola Granieri (ITA) · 5-2 | 1.        | Göran Flodström (SWE) · 10-10 |                                        | Kulcsár Győző (HUN) · 8-10   | kiesett                           | kiesett                            | kiesett | kiesett                                  | 13.      |
| Pongrácz Antal                                                    | Párbajtőr, egyéni | E. csoport · Reinhold Behr (FRG) · 4-5 · Alekszandr Abusahmetov (URS) · 5-5 · Arthur Cramer (BRA) · 5-4 · Roger Kam (HKG) · 5-1                                                          | 2.        | E. csoport · Borisz Lukomszkij (URS) · 2-5 · Hans Jacobson (SWE) · 3-5 · Kulcsár Győző (HUN) · 4-5 · John Pezza (ITA) · 3-5 · Daniel Giger (SUI) · 0-5             | 6.        | kiesett | kiesett   | kiesett                       | kiesett                                | kiesett                      | kiesett                           | kiesett                            | kiesett | kiesett                                  | 33.      |
| Paul Szabo                                                        | Párbajtőr, egyéni | L. csoport · Jaroslav Jurka (TCH) · 5-3 · Fenyvesi Csaba (HUN) · 5-4 · Philippe Riboud (FRA) · 5-1 · Gilberto Peña (PUR) · 5-1 · Matthew Chan (HKG) · 5-0                                | 1.        | A. csoport · Fenyvesi Csaba (HUN) · 2-5 · Aleksandr Bykov (URS) · 5-3 · Karl-Heinz Müller (AUT) · 5-4 · Ole Mørch (NOR) · 5-2 · Sarkis Assatourian (IRI) · 5-2     | 2.        | C. csoport · John Pezza (ITA) · 4-5 · Hans Jacobson (SWE) · 2-5 · Jerzy Janikowski (POL) · 4-5 · Borisz Lukomszkij (URS) · 3-5 · Ralph Johnson (GBR) · 5-2         | 6.        | kiesett                       | kiesett                                | kiesett                      | kiesett                           | kiesett                            | kiesett | kiesett                                  | 19.      |
| Dan Irimiciuc                                                     | Kard, egyéni      | I. csoport · Philippe Bena (FRA) · 5-2 · Tycho Weißgerber (FRG) · 5-3 · Taweewat Horrapun (THA) · 5-2 · Trajan Dimitrov (BUL) · 5-1 · César Bejarano (PAR) · 5-2                         | 1.        | C. csoport · Viktor Krovopuszkov (URS) · 3-5 · Marót Péter (HUN) · 5-3 · Régis Bonnissent (FRA) · 5-2 · Guzman Salazar (CUB) · 5-2 · Peter Mather (GBR) · 5-1      | 2.        | A. csoport · Viktor Szigyak (URS) · 4-5 · Gedővári Imre (HUN) · 4-5 · Patrick Quivrin (FRA) · 5-2 · Tycho Weißgerber (FRG) · 5-1 · Anani Mihajlov (BUL) · 5-0      | 3.        | Michele Maffei (ITA) · 7-10   |                                        | Paul Apostol (USA) · 10-6    | Michele Maffei (ITA) · 9-10       | kiesett                            | kiesett | kiesett                                  | 9.       |
| Cornel Marin                                                      | Kard, egyéni      | D. csoport · Gedővári Imre (HUN) · 3-5 · Leszek Jabłonowski (POL) · 5-2 · Marc Lavoie (CAN) · 5-2 · Roger Kam (HKG) · 5-0                                                                | 2.        | D. csoport · Viktor Szigyak (URS) · 4-5 · Peter Westbrook (USA) · 2-5 · Leszek Jabłonowski (POL) · 5-4 · Marcelo Méndez (ARG) · 5-0 · Ismail Alamdari (IRI) · 5-3  | 3.        | C. csoport · Viktor Krovopuszkov (URS) · 2-5 · Michele Maffei (ITA) · 0-5 · Jacek Bierkowski (POL) · 4-5 · Paul Apostol (USA) · 3-5 · Kovács Tamás (HUN) · 3-5     | 6.        | kiesett                       | kiesett                                | kiesett                      | kiesett                           | kiesett                            | kiesett | kiesett                                  | 24.      |
| Ioan Pop                                                          | Kard, egyéni      | C. csoport · Peter Westbrook (USA) · 5-2 · Marót Péter (HUN) · 5-1 · Peter Mather (GBR) · 5-0 · Juan Gavajda (ARG) · 5-0                                                                 | 1.        | A. csoport · Francisco de la Torre (CUB) · 3-5 · Anani Mihajlov (BUL) · 5-4 · Paul Apostol (USA) · 5-2 · Richard Cohen (GBR) · 5-1 · Taweewat Horrapun (THA) · 5-2 | 2.        | B. csoport · Józef Nowara (POL) · 5-4 · Manuel Ortíz (CUB) · 5-4 · Marót Péter (HUN) · 5-4 · Régis Bonnissent (FRA) · 5-1 · Angelo Arcidiacono (ITA) · 2-5         | 1.        | Manuel Ortíz (CUB) · 7-10     |                                        | Patrick Quivrin (FRA) · 10-9 | Manuel Ortíz (CUB) · 10-7         | Francisco de la Torre (CUB) · 10-5 | Viktor Krovopuszkov (URS) · 3-5 · Vlagyimir Nazlimov (URS) · 3-5 · Viktor Szigyak (URS) · 3-5 · Mario Aldo Montano (ITA) · 5-2 · Michele Maffei (ITA) · 5-3 | 4.                                       | 4.       |
| Petrică Buricea Kuki Péter Tudor Petruş Mihai Ţiu                 | Tőr, csapat       | A. csoport · Nagy-Britannia (GBR) · 8 (52)-8 (59) · Szovjetunió (URS) · 7-9 | 3.        | |           | |           | kiesett                       | kiesett                                |                              |                                   |                                    | kiesett | kiesett                                  | 9.       |
| Nicolae Iorgu Pongrácz Antal Ioan Popa Paul Szabo                 | Párbajtőr, csapat | E. csoport · Egyesült Államok (USA) · 10-5 · Thaiföld (THA) · 14-2 · Szovjetunió (URS) · 4-9                                                                                             | 2.        | erőnyerő | erőnyerő  | |           | Svájc (SUI) · 2-9             | 5–6. helyért · Olaszország (ITA) · 8-2 |                              |                                   |                                    | Az 5. helyért · Szovjetunió (URS) · 2-9 | Az 5. helyért · Szovjetunió (URS) · 2-9  | 6.       |
| Dan Irimiciuc Cornel Marin Marin Mustaţă Alexandru Nilca Ioan Pop | Kard, csapat      | C. csoport · Thaiföld (THA) · 16-0 · Nagy-Britannia (GBR) · 14-2 · Kuba (CUB) · 9-3 | 1.        | |           | |           | Lengyelország (POL) · 9-4     | Szovjetunió (URS) · 8 (64)-8 (65)      |                              |                                   |                                    | Bronzmérkőzés · Magyarország (HUN) · 9-4 | Bronzmérkőzés · Magyarország (HUN) · 9-4 |          |

Női
| Versenyző                                                                                               | Versenyszám | Selejtező | Selejtező | Selejtező | Selejtező | Selejtező | Selejtező | Főtábla                          | Főtábla                                | Vigaszág          | Vigaszág                         | Vigaszág                   | Döntő csoport     | Döntő csoport | Helyezés |
| Versenyző                                                                                               | Versenyszám | 1. kör | 1. kör    | 2. kör | 2. kör    | 3. kör | 3. kör    | 1. kör                           | 2. kör                                 | 1. kör            | 2. kör                           | 3. kör                     | Döntő csoport     | Döntő csoport | Helyezés |
| Versenyző                                                                                               | Versenyszám | Ellenfél Eredmény | Hely.     | Ellenfél Eredmény | Hely.     | Ellenfél Eredmény | Hely.     | Ellenfél Eredmény                | Ellenfél Eredmény                      | Ellenfél Eredmény | Ellenfél Eredmény                | Ellenfél Eredmény          | Ellenfél Eredmény | Hely.         | Helyezés |
| --- | ----------- | --- | --------- | --- | --------- | --- | --------- | -------------------------------- | -------------------------------------- | ----------------- | -------------------------------- | -------------------------- | ----------------- | ------------- | -------- |
| Bartos Magdolna                                                                                         | Tőr, egyéni | E. csoport · Brigitte Oertel (FRG) · 3-5 · Chantal Payer (CAN) · 5-4 · Milady Tack-Fang (CUB) · 5-1 · Barbara Wysoczańska (POL) · 3-5                   | 2.        | B. csoport · Claudette Herbster-Josland (FRA) · 1-5 · Olga Knyazeva (URS) · 4-5 · Brigitte Oertel (FRG) · 3-5 · Katarína Lokšová-Ráczová (TCH) · 5-2 · Krystyna Machnicka-Urbańska (POL) · 5-3 | 5.        | kiesett | kiesett   | kiesett                          | kiesett                                | kiesett           | kiesett                          | kiesett                    | kiesett           | kiesett       | 27.      |
| Ana Derșidan-Ene-Pascu                                                                                  | Tőr, egyéni | C. csoport · Wendy Ager-Grant (GBR) · 4-5 · Jelena Belova (URS) · 5-1 · Ann O'Donnell (USA) · 5-4 · Bóbis Ildikó (HUN) · 3-5                            | 3.        | D. csoport · Tordasi Ildikó (HUN) · 3-5 · Kerstin Palm (SWE) · 0-5 · Marie-Paule Van Eyck (BEL) · 3-5 · Valentyina Szidorova (URS) · 5-4 · Margarita Rodríguez (CUB) · 5-1                     | 5.        | kiesett | kiesett   | kiesett                          | kiesett                                | kiesett           | kiesett                          | kiesett                    | kiesett           | kiesett       | 28.      |
| Stahl Jencsik Katalin                                                                                   | Tőr, egyéni | A. csoport · Claudette Herbster-Josland (FRA) · 5-2 · Krystyna Machnicka-Urbańska (POL) · 5-2 · Helen Smith (AUS) · 5-4 · Kadzsihara Jukari (JPN) · 5-1 | 1.        | E. csoport · Nili Drori (ISR) · 5-1 · Grażyna Staszak-Makowska (POL) · 5-4 · Susan Wrigglesworth (GBR) · 5-3 · Claudine le Comte (BEL) · 5-2 · Carola Mangiarotti (ITA) · 5-4                  | 1.        | A. csoport · Katarína Lokšová-Ráczová (TCH) · 5-1 · Grażyna Staszak-Makowska (POL) · 5-4 · Brigitte Oertel (FRG) · 5-2 · Clare Henley-Halsted (GBR) · 5-3 · Valentyina Szidorova (URS) · 4-5 | 1.        | Marie-Paule Van Eyck (BEL) · 8-5 | Cornelia Hanisch (FRG) · 6-8           |                   | Marie-Paule Van Eyck (BEL) · 8-2 | Tordasi Ildikó (HUN) · 7-8 | kiesett           | kiesett       | 7.       |
| Bartos Magdolna Ana Derșidan-Ene-Pascu Jeneiné Gyulai Ilona Stahl Jencsik Katalin Marcela Moldovan-Zsak | Tőr, csapat | B. csoport · Kuba (CUB) · 8 (66)-8 (60) · Franciaország (FRA) · 6-9                                                                                     | 2.        | |           | |           | Szovjetunió (URS) · 1-9          | 5–6. helyért · Olaszország (ITA) · 5-9 |                   |                                  |                            | kiesett           | kiesett       | 7.       |

## Vízilabda
| Román férfi vízilabdacsapat-játékoskeret                                                    | Román férfi vízilabdacsapat-játékoskeret                                           |
| ------------------------------------------------------------------------------------------- | ---------------------------------------------------------------------------------- |
| - Adrian Nastasiu - Dinu Popescu - Liviu Răducanu - Viorel Rus - Claudiu Rusu - Cornel Rusu | - Adrian Schervan - Florin Slăvei - Ilie Slăvei - Doru Spînu - Gheorghe Zamfirescu |

### Eredmények
Csoportkör
B csoport
| Csapat            | M | Gy | D | V | G+ | G– | Gk  | P |
| ----------------- | - | -- | - | - | -- | -- | --- | - |
| Hollandia (NED)   | 3 | 3  | 0 | 0 | 14 | 10 | +4  | 6 |
| Románia (ROU)     | 3 | 1  | 1 | 1 | 18 | 14 | +4  | 3 |
| Szovjetunió (URS) | 3 | 1  | 1 | 1 | 14 | 12 | +2  | 3 |
| Mexikó (MEX)      | 3 | 0  | 0 | 3 | 10 | 20 | –10 | 0 |

| 1976. július 18. | Románia (ROU)        | 5 – 5 | Szovjetunió (URS) |  |
| 1976. július 18. | (1–1, 2–2, 2–2, 0–0) |       |                   |  |
| 1976. július 18. | Popescu, Rus 2       |       | Dreval 2          |  |

| 1976. július 19. | Románia (ROU)        | 8 – 3 | Mexikó (MEX)    |  |
| 1976. július 19. | (4–1, 1–1, 2–1, 1–0) |       |                 |  |
| 1976. július 19. | három játékos 2      |       | három játékos 1 |  |

| 1976. július 20. | Hollandia (NED)        | 6 – 5 | Románia (ROU) |  |
| 1976. július 20. | (1–2, 1–2, 2–0, 2–1)   |       |               |  |
| 1976. július 20. | Landeweerd, Stroboer 2 |       | Cornel Rusu 2 |  |

Döntő csoportkör
| 1976. július 22. | Románia (ROU)        | 5 – 5 | Jugoszlávia (YUG)    |  |
| 1976. július 22. | (1–1, 1–2, 2–1, 1–1) |       |                      |  |
| 1976. július 22. | I. Slăvei 3          |       | Marović, Savinović 2 |  |

| 1976. július 23. | Hollandia (NED)      | 4 – 4 | Románia (ROU) |  |
| 1976. július 23. | (1–1, 2–1, 1–1, 0–1) |       |               |  |
| 1976. július 23. | van Zeeland 2        |       | I. Slăvei 2   |  |

| 1976. július 24. | Olaszország (ITA)    | 4 – 4 | Románia (ROU)  |  |
| 1976. július 24. | (1–0, 3–1, 0–2, 0–1) |       |                |  |
| 1976. július 24. | négy játékos 1       |       | négy játékos 1 |  |

| 1976. július 26. | Románia (ROU)            | 8 – 9 | Magyarország (HUN) |  |
| 1976. július 26. | (1–3, 2–2, 3–2, 2–2)     |       |                    |  |
| 1976. július 26. | Cornel Rusu, I. Slăvei 2 |       | négy játékos 2     |  |

| 1976. július 27. | NSZK (FRG)           | 3 – 5 | Románia (ROU) |  |
| 1976. július 27. | (0–1, 0–2, 3–1, 0–1) |       |               |  |
| 1976. július 27. | Weeke 2              |       | Schervan 2    |  |

| Csapat             | M | Gy | D | V | G+ | G– | Gk | P |
| ------------------ | - | -- | - | - | -- | -- | -- | - |
| Magyarország (HUN) | 5 | 4  | 1 | 0 | 30 | 24 | +6 | 9 |
| Olaszország (ITA)  | 5 | 2  | 2 | 1 | 21 | 20 | +1 | 6 |
| Hollandia (NED)    | 5 | 2  | 2 | 1 | 18 | 17 | +1 | 6 |
| Románia (ROU)      | 5 | 1  | 3 | 1 | 26 | 25 | +1 | 5 |
| Jugoszlávia (YUG)  | 5 | 0  | 3 | 2 | 21 | 24 | –3 | 3 |
| NSZK (FRG)         | 5 | 0  | 1 | 4 | 15 | 21 | –6 | 1 |

| Csapat        | Helyezés |
| ------------- | -------- |
| Románia (ROU) | 4.       |